# Limonietum caprariensis
En fitosociologia, Limonietum caprariensis és una associació vegetal descrita per Bolòs i Molinier compresa en la subaliança Launaeenion cervicornis. Caracteritzada per la presència d'ensopegalls (Limonium sp.)

Comunitat halòfila de les Balears, a les roques litorals més exposades als efectes de la mar.

Sobretot es desenvolupa a les Gimnèsies, i molt clarament a Menorca.
Espècies presents característiques:
- Limonium minutum ssp. caprariense
- Limonium gougetianum
- Limonium virgatum ssp. divaricatum

S'han descrit tres variants d'aquesta associació a Menorca:
- Amb Crithmum maritimum (fonoll marí): La més exposada a l'acció de l'aigua marina
- Amb Artemisia caerulescens: Absència o raresa de fonoll marí. A prop de l'onatge. Diferent a la variant de Mallorca per l'absència o raresa de Daucus gingidium i per l'alt grau de presència de Senecio rodriguezii, Silene sedoides i Artemisia caerulescens
- Amb Limonium divaricatum: En indrets poc afectats per l'onatge.